# Füredi Zoltán (matematikus)
Füredi Zoltán (Budapest, 1954. május 21. –) Széchenyi-díjas magyar matematikus, egyetemi tanár, a Magyar Tudományos Akadémia rendes tagja. Kutatási területe a kombinatorika, a gráfelmélet, a diszkrét geometria és az extremális halmazrendszerek.

## Életpályája
1973-ban kezdte meg egyetemi tanulmányait az Eötvös Loránd Tudományegyetem Természettudományi Karának matematikus szakán. Itt szerzett matematikusdiplomát 1978-ban. Ennek megszerzése után az MTA Matematikai Intézet munkatársa lett. Később tudományos főmunkatársi, majd tudományos tanácsadói megbízást kapott. Kutatóintézeti állása mellett 1985-től tanít különböző amerikai egyetemeken: 1985-től a Rutgers Egyetem, majd 1986–1987-ben és 1990–1991-ben az MIT vendégprofesszora volt. 1991-ben az Illinois-i Egyetem (Urbana-Champaign) matematika tanszékének professzora lett. Emellett az AT&T Bell Laboratóriumban is dolgozott.
1981-ben védte meg a matematikai tudomány kandidátusi, 1989-ben akadémiai doktori értekezését. Az MTA Matematikai Bizottságának lett tagja. 2004-ben megválasztották a Magyar Tudományos Akadémia levelező, 2010-ben pedig rendes tagjává. Emellett a Bolyai János Matematikai Társulat tagja.

## Munkássága
Fő kutatási területei a kombinatorika, a gráfelmélet, a diszkrét geometria és az extremális halmazrendszerek. Emellett széleskörűen foglalkozik véges problémákkal.
Jelentős eredménye a Frankl Péterrel együtt kidolgozott és széleskörűen alkalmazott csillag-módszer. A gráfelmélet területén végtelen sok esetre pontosan meghatározta a C4-et nem tartalmazó gráfok éleinek maximális számát. Bárány Imrével igazolta, hogy nincs polinomiális hosszúságú algoritmus, ami a d dimenziós konvex testek térfogatát {\displaystyle d^{\,d}}-nél kisebb multiplikatív hibával közelítené.
Sikerült igazolnia, hogy egy konvex n-szög csúcsai között az egységtávolságok száma {\displaystyle O(n\,logn)}. További eredménye, hogy társszerzőkkel írt cikkében megoldotta az úgynevezett magyar lottóproblémát, tehát azt, hogy hány szelvény kell a biztos két találathoz. 2006-ban megcáfolt egy Erdős–Simonovits-sejtést: Füredi bebizonyította, hogy egy hat hosszú kör nélküli, n pontú gráf élszáma {\displaystyle 0,53\cdot n^{4/3}} is lehet.
Több mint kétszáztíz tudományos publikáció szerzője vagy társszerzője, ebből számos foglalkozott Turán Pál munkássága során felmerült probléma megoldásával. Munkáit elsősorban magyar és angol nyelven adja közre.

## Díjai, elismerései
- Grünwald Géza-díj (1980)
- Rényi-díj (1985)
- Akadémiai Díj (1989)
- Széchenyi-díj (2018)

## Főbb publikációi
- Matchings and covers in hypergraphs (1988)
- Solution of the Littlewood-Offord problem in high dimensions (Frankl Péterrel, 1988)
- On the number of halving planes (társszerzőkkel, 1990)
- Turán type problems (könyvfejezet, 1991)
- Extremal hypergraphs and combinatorial geometry (1994)
- The maximum size of 3-uniform hypergraphs not containing a Fano plane (társszerző, 2000)
- Turán problems for weighted graphs (társszerző, 2002)
- On triple systems with independent neighborhoods (társszerzőkkel, 2005)
- Halmazrendszerek, metszetstruktúrák és távolságok (székfoglaló, 2005)
- On the Turán number for the hexagon (társszerzőkkel, 2006)